# Anatoli Bîșoveț
Anatoli Fiodorovici Bîșoveț (în rusă Анатолий Фёдорович Бышовец; în ucraineană Анато́лій Фе́дорович Бишове́ць; n. 23 aprilie 1946, Kiev, URSS, acum Ucraina), este un fost fotbalist și actual antrenor ucrainean de fotbal. Anatoli Bîșoveț a jucat întreaga sa carieră la Dinamo Kiev pe postul de atacant. Pentru echipa națională de fotbal a Uniunii Sovietice a jucat 39 de meciuri, marcând 15 goluri.
În calitate de antrenor, a condus echipa olimpică de fotbal a URSS spre câștigarea primului loc la Jocurile Olimpice de vară din 1988.

## Cariera

### Jucător
Anii de juniorat i-a petrecut la Dinamo Kiev. Ulterior a promovat la echipa de seniori a clubului, la care și-a petrecut întreaga sa carieră de aproape 10 ani, între 1963-1973. 
Cu Dinamo Bîșoveț a câștigat de patru ori Liga Superioară a URSS (1966, 1967, 1968 și 1971) și de două ori Cupa URSS (1964, 1966). El a jucat 39 de meciuri la
echipa națională de fotbal a Uniunii Sovietice, marcând 15 goluri, dintre care patru goluri le-a marcat la Campionatul Mondial de Fotbal 1970.
În 1967 s-a clasat pe locul 15 în clasamentul jucătorilor pentru premiul Balonul de aur.

### Antrenor

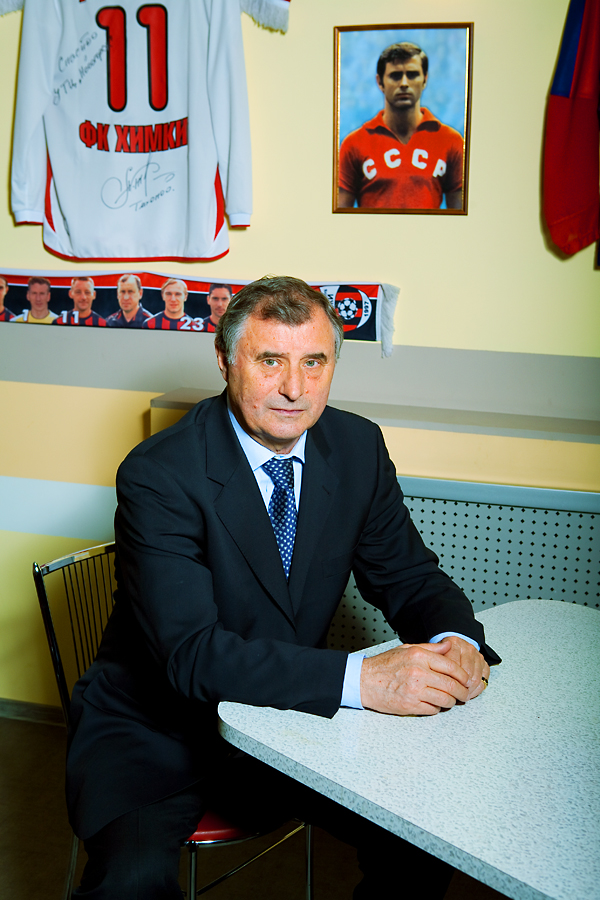
Anatoli Bîșoveț în 2010

După încheierea carierei de jucător în 1973, Bîșoveț a activat la școala de fotbal a lui Dinamo Kiev. În 1988 el a câștigat aurul olimpic cu selecționata olimpică a URSS. Ulterior el a mai antrenat diverse cluburi și trei echipe naționale: URSS, Rusia și Coreea de Sud.
În 2003 Bîșoveț a activat ca consultant la Anji Mahacikala, între 2003–2004 a fost vice-președinte al clubului FC Himki, iar între 2004–2005 a activat ca director sportiv la Heart of Midlothian FC.

## Anii recenți

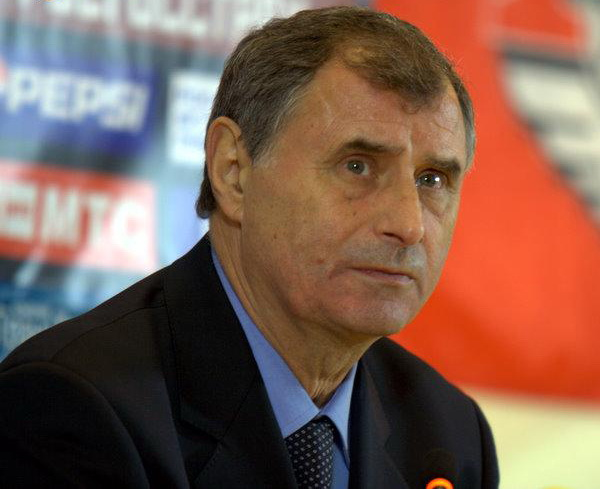
Anatoli Bîșoveț în 2007

După un an petrecut înafara fotbalului, Anatoli Bîșoveț a revenit ca antrenor al lui Lokomotiv Moscova. În 2007, condus de Bîșoveț, Lokomotiv a câștigat Cupa Rusiei. Totuși ambițiile clubului la Liga Campionilor nu au fost fructificate, și la finele sezonului 2007 el a fost demis.
În octombrie 2009 Bîșoveț a fost angajat ca consultant la FC Kuban Krasnodar. Peste doar o lună, pe 17 noiembrie 2009 el a părăsit clubul.